# Рис-Джонс, Тревор
Тревор Рис-Джонс (также известный как Тревор Рис; род. 3 марта 1968, Ринтельн, Нижняя Саксония) — британский писатель и бывший телохранитель, который получил тяжёлые травмы и стал единственным выжившим в автомобильной аварии в Париже, в которой погибла Диана, принцесса Уэльская, в 1997 году. Из-за серьёзной травмы головы он не помнит подробностей аварии.
В некоторых СМИ утверждалось, что он был пристёгнут ремнём безопасности, но расследование показало, что никто из пассажиров не был пристёгнут.